# Thamnistes
Genre
Thamnistes est un genre d'oiseaux de la famille des Thamnophilidae.

## Liste des espèces
Selon la classification de référence du Congrès ornithologique international (22 avril 2024) :
- Thamnistes anabatinus Sclater & Salvin, 1860 – Batara rousset
- Thamnistes rufescens Cabanis, 1873 – Batara de Cabanis

## Classification
Le nom valide complet (avec auteur) de ce taxon est Thamnistes Sclater & Salvin, 1860.